# Ethobunus cubensis
Ethobunus cubensis is een hooiwagen uit de familie Zalmoxioidae.